# Gabrielle Lévy
Gabrielle Charlotte Lévy (París, 11 de enero de 1886-París, 6 de octubre de 1934) fue una neuróloga francesa.

## Biografía
Nació en París el 11 de enero de 1886. Fue alumna del neurólogo Pierre Marie y estudió entre 1911 y 1919 en el hospital Beaujon, en el Enfants-Malades —con Antoine Marfan— y en La Salpêtrière. Continuó ligada a esta última institución como jefa del laboratorio de Marie y miembro del departamento de patología hasta 1926. En 1925 pasó al hospital Paul-Brousse. Rechazó una propuesta de matrimonio de un oftalmólogo para poder seguir dedicándose a su carrera sin cargas familiares.
Presentó en 1922 una tesis sobre la encefalitis letárgica, motivada por la epidemia que comenzó en 1917. También es conocida por el síndrome de Roussy-Lévy, de la que es epónimo. Falleció en París el 6 de octubre de 1934 a causa de una enfermedad neurológica que ella misma se diagnosticó.